# Charlie Daniels

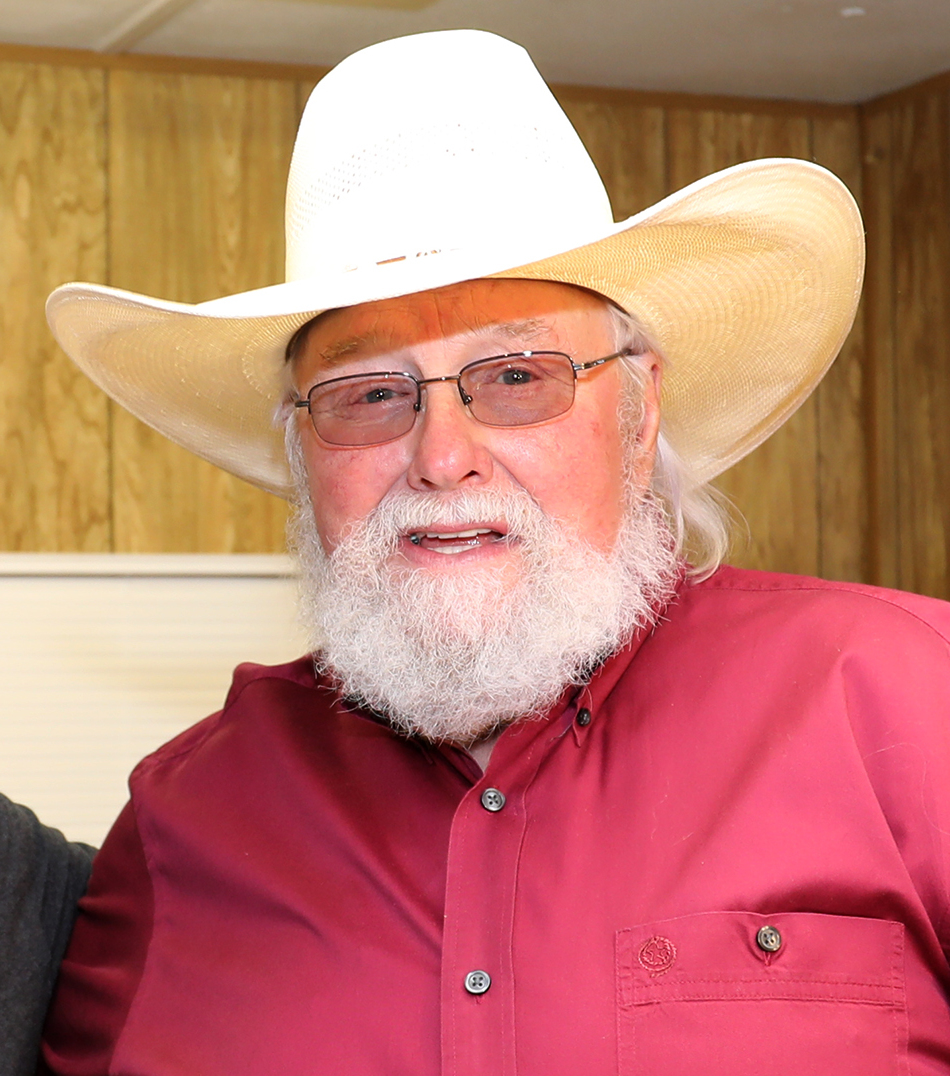
Charlie Daniels (2017)

Charles Edward „Charlie“ Daniels (* 28. Oktober 1936 in Wilmington, North Carolina; † 6. Juli 2020 in Nashville, Tennessee) war ein US-amerikanischer Country-Musiker. Sein größter Hit ist der Grammy-prämierte Song The Devil Went Down to Georgia aus dem Jahr 1979.

## Leben

### Anfänge
In seiner Jugend spielte Daniels Fiddle und Gitarre in diversen Bands. Mit 21 beschloss er, professioneller Musiker zu werden und spielte in einer Rock-Band, die sich Jaguars nannte. Die Band wurde nicht sehr bekannt, schaffte es aber, eine Platte mit dem Produzenten Bob Johnston, einem späteren Kopf von Columbia Records, aufzunehmen. Sein erster Erfolg war sein Song It Hurts Me, der 1964 als B-Seite einer Single von Elvis Presley erschien.
In den späten 1960ern ging Charlie Daniels nach Nashville, um als Studiomusiker zu arbeiten. Er spielte auf diversen Alben von Bob Dylan wie Nashville Skyline, Self Portrait und New Morning, auch wurde er Mitglied von Leonard Cohens Liveband.

### Die 1970er Jahre
Daniels, der sich zeit seines Lebens sehr stark mit den US-amerikanischen Südstaaten und deren konservativen Werten identifizierte, aber auch von der Kultur der Hippies beeinflusst war, fühlte sich zu der ab 1969 entstehenden Musikrichtung des Southern Rock hingezogen, zu deren anerkanntesten Protagonisten er gemeinsam mit den Allman Brothers und Lynyrd Skynyrd wurde. 1970 nahm er sein erstes Soloalbum, Charlie Daniels, auf.
1972 gründete er die Charlie Daniels Band. Daniels spielte Leadgitarre, Geige und sang. Mit in der Band waren Don Murray (Gitarre), Bassist Charlie Hayward und Schlagzeuger James W. Marshal, an den Keyboards Joe DiGregorio. 1973 hatte die Band ihren ersten Hit mit dem Song Uneasy Rider vom zweiten Album Honey in the Rock (1972). 1974 veröffentlichten sie Fire on the Mountain mit dem Hit Texas. Das Album kam in die Top 40 und erreichte Goldstatus. Ein weiterer Hit für Daniels war The South Is Gonna Do It Again, eine Hymne auf den Southern Rock und das Lebensgefühl der Südstaaten. 1976 folgte das Album Saddle Tramp – auch diese Platte erreichte Gold. Während der 1970er Jahre wurde die Charlie Daniels Band eine der wichtigsten Protagonisten des Southern Rock. 1974 organisierte er das erste von mehreren Volunteer-Jam-Konzerten, bei denen Southern-Rock-Musiker auftraten.
In den späten 1970ern, als Southern Rock an Popularität verlor, wandte sich die Musik der Band mehr und mehr in Richtung Country, die Geige wurde zu Daniels’ Markenzeichen. Sie bestimmt auch Daniels’ größten Hit, The Devil Went Down to Georgia (1979). Der Song erreichte Platz 1 der Country-Charts und Platz 3 der Pop-Charts. Von der Country Music Association (CMA) wurde der Song zur Single des Jahres ernannt. Das Folgealbum Million Mile Reflections wurde mehrfach mit Platin ausgezeichnet.

### Ab den 1980er Jahren

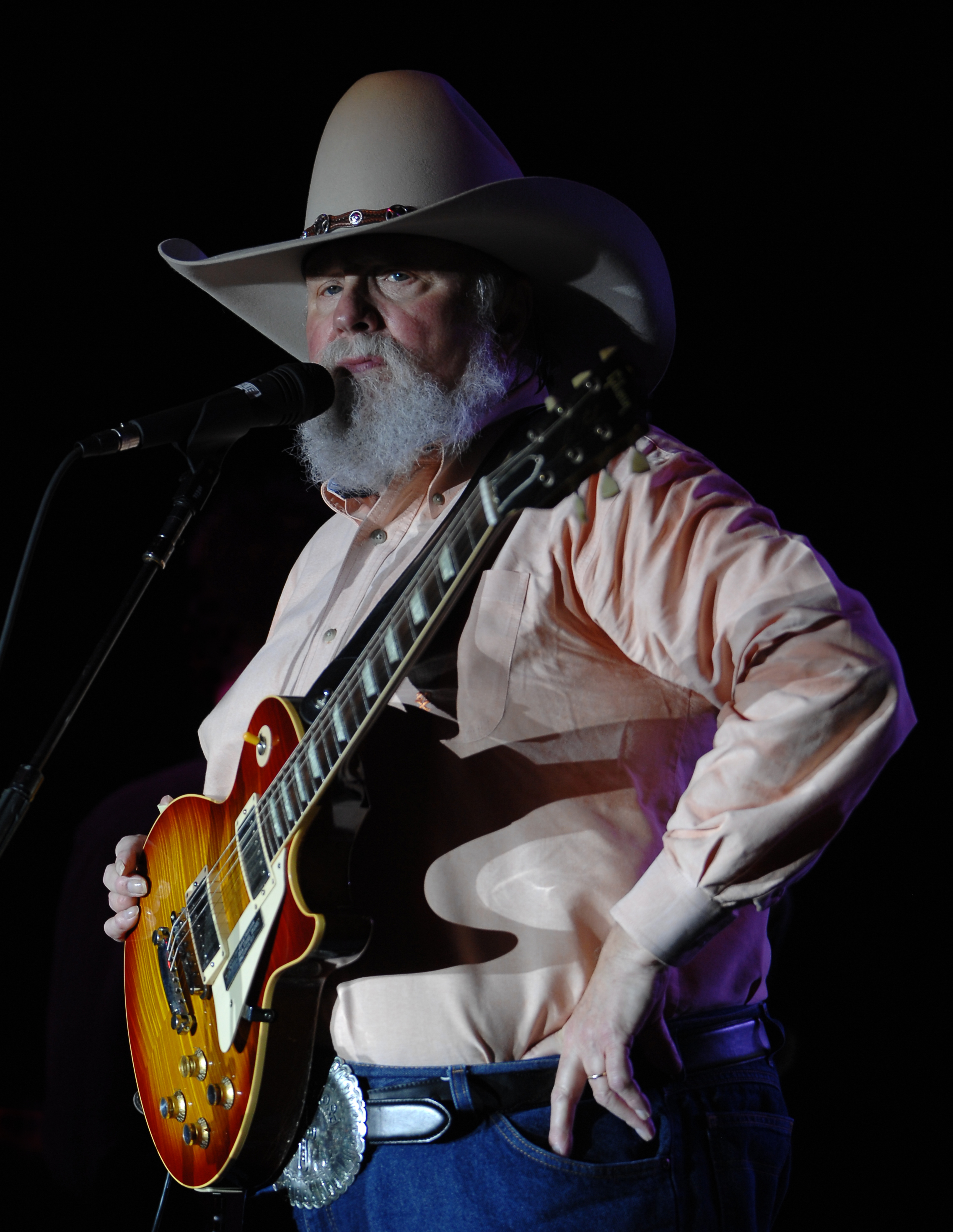
Charlie Daniels (2009)

Der Erfolg von The Devil Went Down to Georgia wurde von Charlie Daniels nie wieder erreicht, auch wenn die Band einige andere Hitsingles hatte, wie In America, Long Haired Country Boy, Still in Saigon und The Legend of Wooley Swamp. Die Platten Full Moon und Windows (1980 und 1982) bekamen Gold- und Platinauszeichnungen. Der kommerzielle Erfolg von Daniels nahm ab. Erst 1989 hatte die Band mit Simple Man wieder einen Goldhit. In den 1990er Jahren wurde es ruhiger um Daniels, da er mit seiner traditionell geprägten, kantigen Musik nicht mehr in den Massenmarkt passte. Er verlor sein Plattenlabel und gründete sein eigenes, auf dem er weiter regelmäßig veröffentlichte.
Im Januar 2008 wurde Daniels in die Grand Ole Opry aufgenommen. Er lebte zuletzt in Mount Juliet im US-Bundesstaat Tennessee, wo ein Park nach ihm benannt wurde. Im Januar 2010 erlitt er während einer Motorschlittenfahrt in Colorado einen leichten Schlaganfall. 2019 nahm er mit David Hasselhoff für dessen Album Open Your Eyes eine Coverversion des Songs Rhinestone Cowboy auf. Daniels starb im Juli 2020 im Alter von 83 Jahren.

## Politische Ansichten
Daniels vertrat politisch ungewöhnliche Ansichten. Sein erster Hit, Uneasy Rider aus dem Jahre 1973, war ein Talking Blues über einen Hippie, der auf dem Weg zu Los Angeles einen Halt in Jackson, Mississippi einlegen muss und in einer „Redneck“-Bar für Unruhe sorgt, ein ungewöhnliches Thema für Countrymusik zu dieser Zeit. Seine ein Jahr später erschienene Single The South's Gonna Do It Again sorgte für Kontroversen, als der Ku Klux Klan diesen Titel für eine Radiowerbung missbrauchte, allerdings sagte Daniels darauf auch deutlich, dass dies nicht seine Absicht sei. Ein anderes zur selben Zeit aufgenommenes Lied Daniels’ war Long Haired Country Boy, welches maßgeblich für die Entwicklung der Outlaw-Bewegung war. Politisch unterstützte Daniels zu dieser Zeit den späteren Präsidenten Jimmy Carter.
Sein patriotischer Titel In America spricht von einer Vereinigung aller US-amerikanischen Subkulturen gegen einen gemeinsamen Feindː we'll all stick together and you can take that to the bank/That's the cowboys and the hippies and the rebels and the yanks. Zu dieser Zeit entwickelte sich Daniels längst in eine rechte Richtung. Bestes Beispiel war sein Album Simple Man mit dem gleichnamigen Lied, welches vigliantische Ansichten vertritt und diese auf eine provokante Art äußert.
In seinen letzten Jahren verteidigte Daniels den damaligen US-Präsidenten Donald Trump.